# Kilian Zoll

Kilian Zoll, Schwarzweiß-Wiedergabe eines Selbstporträts, Schwedisches Nationalmuseum, Schloss Gripsholm

Kilian Christoffer Zoll, auch Kilian Kristoffer Zoll (* 29. September 1818 in Hyllie, heute Malmö; † 9. November 1860 in Stjärnarp, Halland), war ein schwedischer Maler der Düsseldorfer Schule.

## Leben
Zoll war ein Sohn des schwedischen Offiziers Nils Fredrik Zoll (1789–1869) und dessen Ehefrau Catharina Christina, geborene Knutsson (1799–1874). Er studierte 1835 bis 1839 an der Kunstakademie Stockholm und 1845/1846 an der Kunstakademie Kopenhagen, unter anderem bei Christoffer Wilhelm Eckersberg. Dort hatte er Kontakt mit der romantisch-klassizistischen Malerei des „Goldenen Zeitalters“. Die in Kopenhagen gelehrte „Intimität und unfeierliche Alltäglichkeit“ war für seine künstlerische Entwicklung von großer Bedeutung. Eine Reihe von Studienreisen führte ihn durch Schonen, Halland, Småland und Dalarna. Als er 1842 das Haus Botorp in Jönköping besuchte, erhielt er den Auftrag, ein Altarbild für die Kirche von Linderås zu malen. 1848 leistete er in Schleswig Militärdienst im schwedischen Kronoberg Regiment. 1852 unternahm Zoll die erste Studienreise nach Düsseldorf, wo er – mit Unterbrechungen in den Sommermonaten, in denen er sich in Skandinavien aufhielt – bis 1855 wohnte und sich an der Kunstakademie von Theodor Hildebrandt, später im Privatunterricht bei Adolph Tidemand, unterweisen ließ. Engen Kontakt hielt er mit Bengt Nordenberg, der ebenfalls in Düsseldorf malte. Zoll war Mitglied des Künstlervereins Malkasten. Hildebrandt bestätigte ihm als Genremaler eine „sehr gute Anlage“. Im Winter 1858/1859 besuchte Zoll noch einmal Düsseldorf, nachdem er Henrietta Gustava Horn af Rantzien geheiratet hatte. Begraben wurde Zoll auf dem Friedhof der Kirche von Laholm.

## Werk (Auswahl)

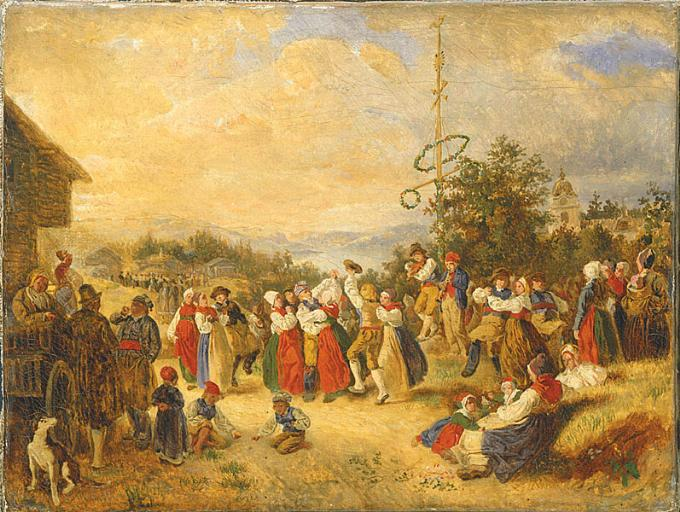
Mittsommertanz in Rättvik, um 1852

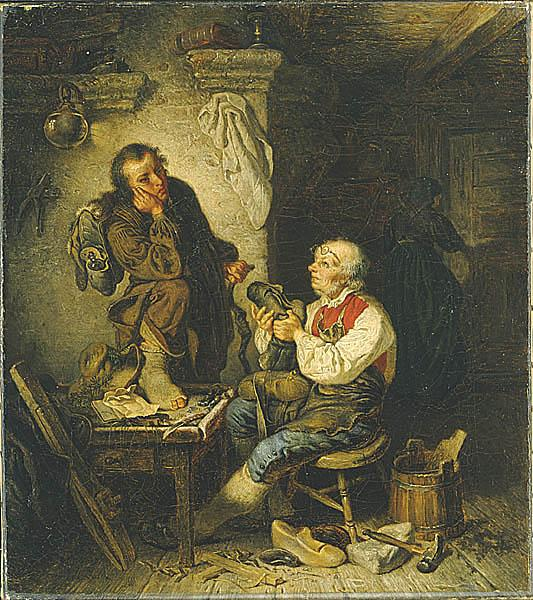
Der wandernde Geselle beim Schuhmacher, 1856

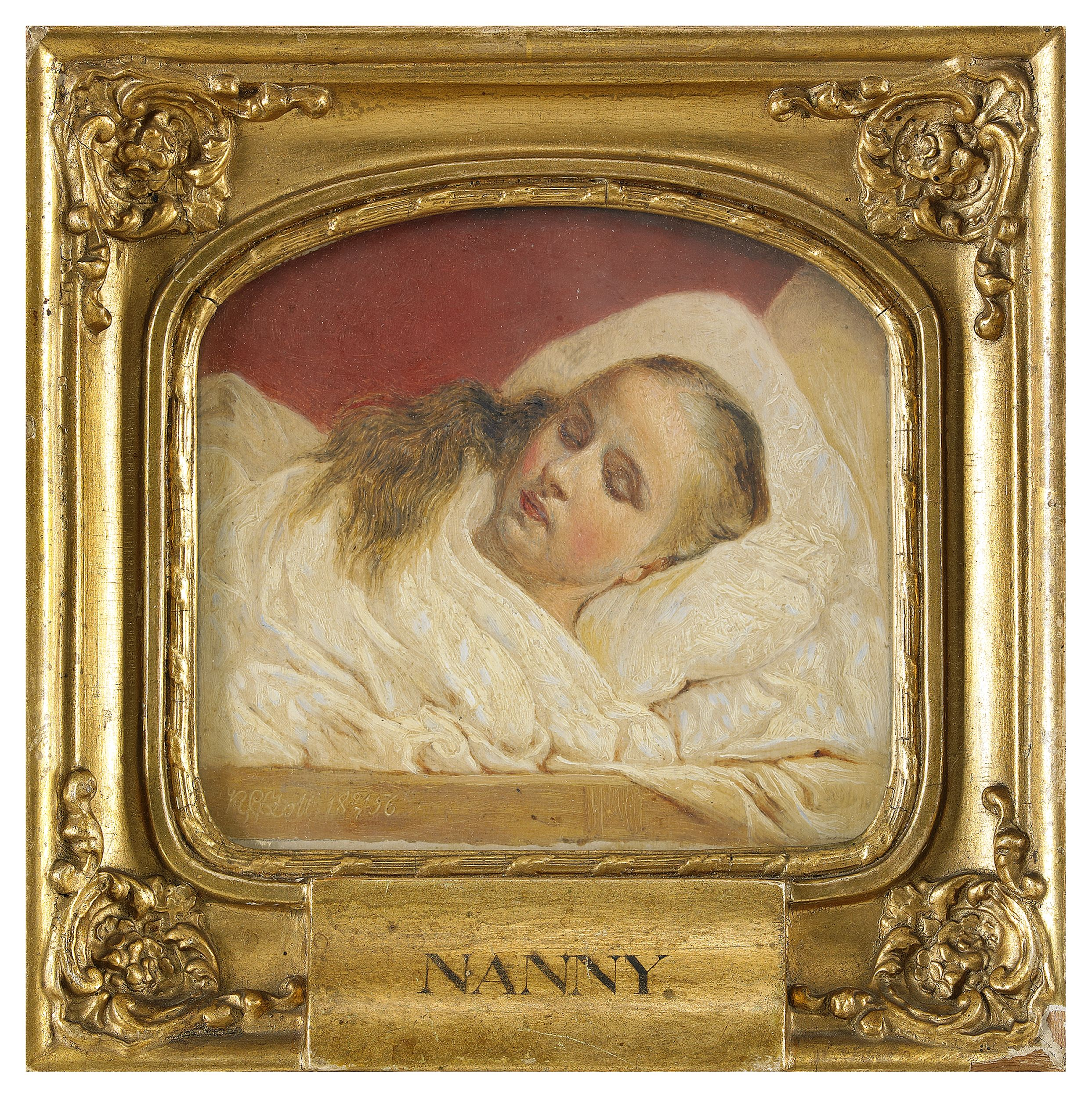
Nanny, 1856

In seinen Bildern stellte Zoll mythologische und historische Motive dar, insbesondere malte er Genre- und Volkslebenbilder, Porträts und Altarbilder. Eine sehr persönliche Note tragen seine Kinderbilder und Landschaftsstudien. Zoll bevorzugte ein kleines Bildformat. Für seinen Landsmann, den Landschaftsmaler Marcus Larson, malte er 1853 im Hauptwerk Schiffbruch vor der schwedischen Küste die Figuren.
- Porträt von Jonas Jonsson, 1847 (Vater von Peter Wieselgren), Nationalmuseum Stockholm
- Fädbodflicka (Hirtenmädchen), 1850.
- Midsommardans i Rättvik (Mittsommertanz in Rättvik), um 1852, Nationalmuseum Stockholm
- Wandernder Geselle beim Schuhmacher, 1856, Göteborg Konstmuseum[6]
- Der wandernde Geselle beim Schuhmacher, 1856, Nationalmuseum Stockholm[7]
- Nanny, 1856 (Porträt von Nanny Maria Charlotta Nordenberg, geb. Sutthoff, Ehefrau des Malerfreundes Bengt Nordenberg)
- Husarbivuack (Husarenbiwak), 1858.
- Nach der Schlacht von Narva strecken Dolgoruki und Golowin ihre Waffen vor Karl XII., 1858

## Rezeption
Zusammen mit Anders Askevold, August Cappelen, Gustaf Cederström, Johan Christian Clausen Dahl, Hans Fredrik Gude, Johan Fredrik Eckersberg, Joachim Frich, Lars Hertervig, Werner Holmberg, Olaf Isaachsen, Karl Emanuel Jansson, Arvid Liljelund, Morten Müller, Axel Nordgren, Carl Sundt-Hansen, Josef Wilhelm Wallander, Tidemand, Nordenberg und Larson gilt Zoll als ein bedeutender Vertreter einer „nordischen Malerei“, einer nationalromantischen Kunst, die sich für Volkskunst, Volksmythen, das Volksleben, die Geschichte und die Landschaften Skandinaviens interessierte und dort Nationalbewusstsein und Nationalbewegungen förderte.